# 阿爾滕-埃梅爾國家公園
44°20′0″N 78°26′0″E / 44.33333°N 78.43333°E

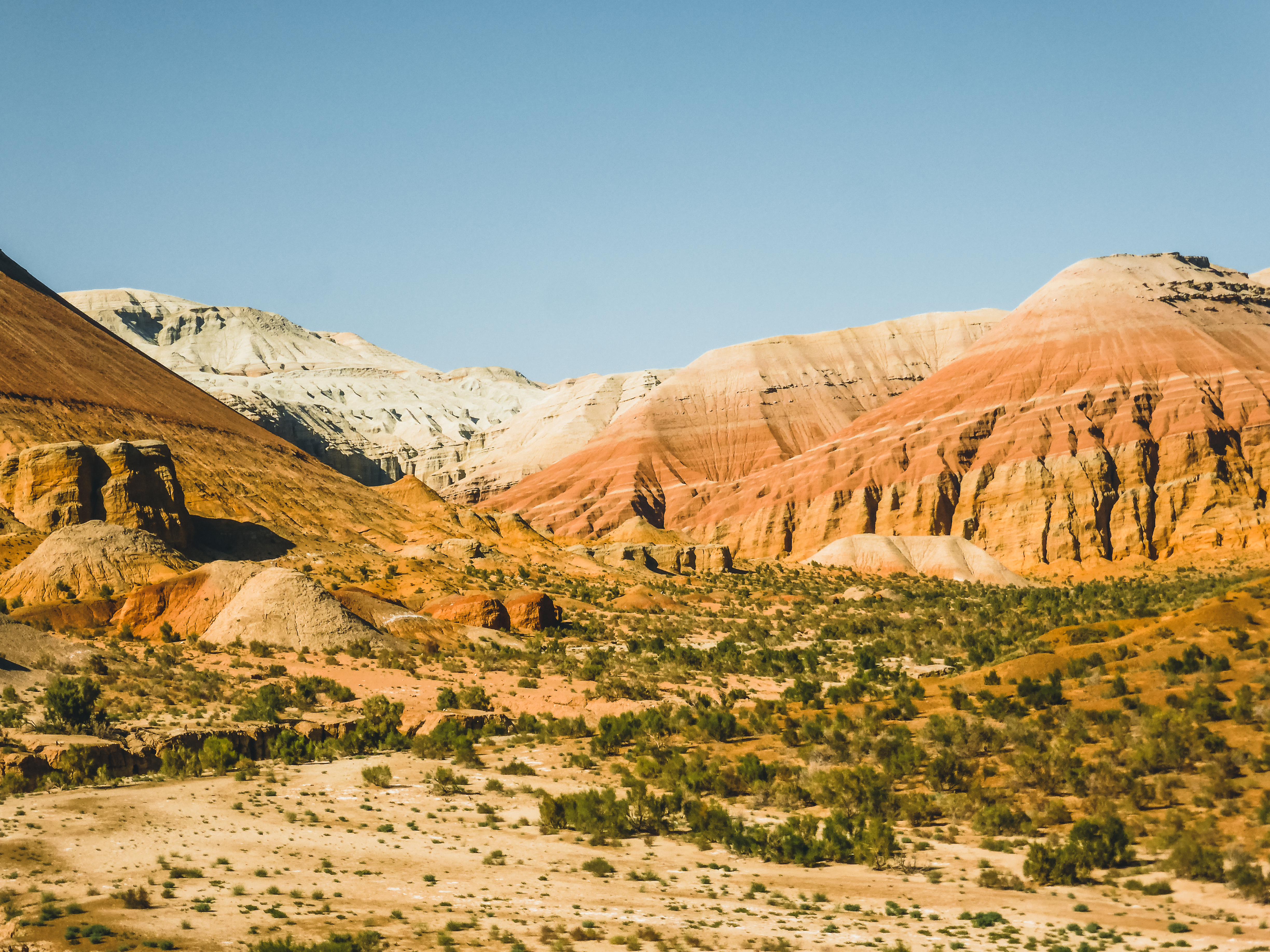

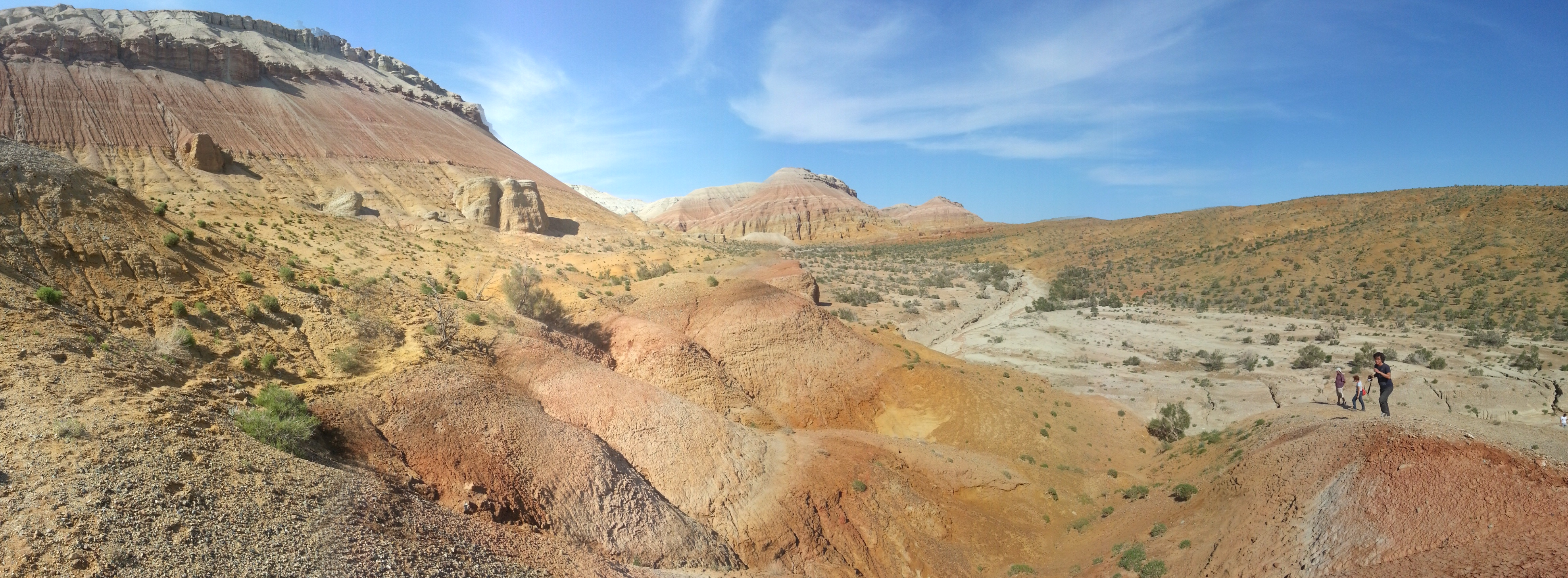

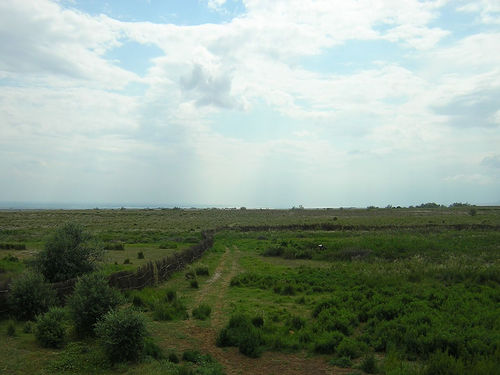

阿爾滕-埃梅爾國家公園（羅馬化：«Altynemel» memlekettık ūlttyq tabiği parkı，羅馬化：Gosudarstvennyy natsional'nyy prirodnyy park «Altyn-Emel'»）是哈萨克斯坦的國家公園，位於該國東南部阿拉木圖州，成立於1996年4月10日，面積4,600平方公里，有78種哺乳類動物棲息。